# Akira Oba
Akira Oba (大場 啓 Oba Akira?), född 2 april 1976 i Fukuoka prefektur, är en japansk före detta fotbollsspelare.
Oba började sin karriär 1996 i Otsuka Pharmaceutical (Tokushima Vortis). Han spelade 262 ligamatcher för klubben. Han avslutade karriären 2006.